# Coupe CERS 2015-2016
Navigation
Édition précédente Édition suivante
La Coupe CERS 2015-2016 est la 36e édition d'une compétition de rink hockey organisée par le CERH, le Comité Européen de Rink-Hockey. Il s'agit de la seconde plus importante compétition européenne de rink hockey, derrière la ligue européenne. Elle regroupe les meilleurs clubs européens qui n'ont pas pu participer à cette autre compétition. Le club portugais OC Barcelos remporte à domicile le deuxième titre de son histoire, devant le CP Vilafranca espagnol, gagnant le droit de participer à la Coupe continentale.

## Participants
Chaque fédération nationale affiliée au CERS peut inscrire au maximum 5 clubs dans la compétition. Cependant, le club champion national ne peut participer à la Coupe CERS, car il doit s'engager dans la Ligue Européenne.

## Déroulement
Un tour préliminaire est joué entre les équipes les moins bien classées au niveau européen.

Le tour préliminaire se joue en matchs aller et retour.

## Phase éliminatoire

### Tour préliminaire
28 équipes participent cette année au tour préliminaire en matchs aller et retour les 24 octobre et 28 novembre 2015.
| Équipe 1           | Score | Équipe 2            | Aller | Retour |
| ------------------ | ----- | ------------------- | ----- | ------ |
| Hockey Sarzana     | 6-4   | TuS Düsseldorf-Nord | 3-1   | 3-3    |
| US Coutras         | 8-2   | RHC Diessbach       | 2-0   | 6-2    |
| OC Barcelos        | 32-3  | RHC Villach         | 16-2  | 16-1   |
| ASD Matera         | 8-3   | CP Cerceda          | 5-1   | 3-2    |
| Amatori Lodi       | 15-7  | LV La Roche sur Yon | 8-3   | 7-4    |
| CP Voltregà        | 5-7   | SCRA Saint-Omer     | 3-2   | 2-5    |
| RHC Wolfurt        | 3-20  | HC Turquel          | 0-12  | 3-8    |
| RSC Uttigen        | 16-10 | SCB Calenberg       | 9-3   | 7-7    |
| RSC Darmstadt      | 8-9   | Cremona Hockey      | 6-3   | 2-6    |
| Juventude de Viana | 17-6  | RHC Dornbirn        | 11-3  | 6-3    |
| Genève RHC         | 6-10  | PAS Alcoy           | 5-4   | 1-6    |
| CP Vilafranca      | 12-2  | Montreux HC         | 9-0   | 3-2    |
| SKG Herringen      | 6-11  | Follonica Hockey    | 3-4   | 3-7    |
| RSC Cronenberg     | 12-8  | RHC Uri             | 8-3   | 4-5    |

### Huitième de finale
16 équipes participent aux huitièmes de finale qui se déroulent en match aller-retour, le 12 décembre 2015 et le 16 janvier 2016.
| Équipe 1           | Score | Équipe 2         | Aller | Retour |
| ------------------ | ----- | ---------------- | ----- | ------ |
| PAS Alcoy          | 7-8   | ASD Matera       | 4-3   | 3-5    |
| Amatori Lodi       | 6-4   | Follonica Hockey | 2-2   | 4-2    |
| OC Barcelos        | 19-10 | US Coutras       | 7-7   | 12-3   |
| Hockey Sarzana     | 8-6   | RSC Uttigen      | 5-3   | 3-3    |
| Cremona Hockey     | 6-5   | SCRA Saint-Omer  | 2-2   | 4-3    |
| RSC Cronenberg     | 8-36  | Sporting CP      | 5-17  | 3-19   |
| HC Turquel         | 7-10  | Reus Deportiu    | 2-3   | 5-7    |
| Juventude de Viana | 6-8   | CP Vilafranca    | 3-3   | 3-5    |

### Quarts de finale
8 équipes participent aux quarts de finale qui se déroulent en match aller-retour, le 6 février et le 5 mars 2016.
| Équipe 1       | Score | Équipe 2       | Aller | Retour |
| -------------- | ----- | -------------- | ----- | ------ |
| Reus Deportiu  | 3-4   | CP Vilafranca  | 2-1   | 1-3    |
| OC Barcelos    | 14-10 | Amatori Lodi   | 8-4   | 6-6    |
| ASD Matera     | 12-4  | Cremona Hockey | 10-0  | 2-4    |
| Hockey Sarzana | 5-18  | Sporting CP    | 2-8   | 3-10   |

## Final Four
Un nouveau tirage est effectué pour désigner les demi-finales et la finale qui se jouent au cours d'un Final Four, à Barcelos, sur une seule rencontre à élimination directe.
|  | Demi-finales  | Demi-finales |               |   | Finale | Finale |
|  |               |              |               |   |        |        |
|  | 30 avril 2016 |              |               |   |        |        |
|  |               |              |               |   |        |        |
|  | Sporting CP   | 2            |               |   |        |        |
|  | Sporting CP   | 2            | 1er mai 2016  |   |        |        |
|  | CP Vilafranca | 3            |               |   |        |        |
|  | CP Vilafranca | 3            | CP Vilafranca | 3 |        |        |
|  | 30 avril 2016 |              | CP Vilafranca | 3 |        |        |
|  |               | OC Barcelos  | 6             |   |        |        |
|  | ASD Matera    | OC Barcelos  | 6             | 4 |        |        |
|  | ASD Matera    |              |               | 4 |        |        |
|  | OC Barcelos   | 5            |               |   |        |        |
|  | OC Barcelos   | 5            |               |   |        |        |

## Classement des buteurs
|    | Buteur            | Club          | Buts | Ratio |
| -- | ----------------- | ------------- | ---- | ----- |
| 1  | Hugo Costa        | OC Barcelos   | 17   | 2.1   |
| 2  | Reinaldo Ventura  | OC Barcelos   | 16   | 2     |
| 3  | Luís Viana        | Sporting CP   | 13   | 2.6   |
| -  | Tiago Losna       | Sporting CP   | 13   | 2.6   |
| 5  | João Guimarães    | OC Barcelos   | 13   | 1.6   |
| 6  | Roger Rocasalbas  | CP Vilafranca | 12   | 1.5   |
| -  | Pedro Mendes      | OC Barcelos   | 12   | 1.5   |
| 8  | Federico Ambrosio | Amatori Lodi  | 11   | 1.8   |
| -  | Rui Ribeiro       | RSC Uttigen   | 10   | 2.5   |
| 10 | Cláudio Filho     | Sporting CP   | 9    | 1.8   |